# Hydatocapnia demensa
Hydatocapnia demensa är en fjärilsart som beskrevs av Louis Beethoven Prout 1935. Hydatocapnia demensa ingår i släktet Hydatocapnia och familjen mätare. Inga underarter finns listade i Catalogue of Life.